# Sur un art ignoré
 (février 2021).
 (février 2021).
Si vous disposez d'ouvrages ou d'articles de référence ou si vous connaissez des sites web de qualité traitant du thème abordé ici, merci de compléter l'article en donnant les références utiles à sa vérifiabilité et en les liant à la section « Notes et références ».
« Sur un art ignoré » est le titre du manifeste publié par Michel Mourlet dans le numéro 98 des Cahiers du cinéma paru en août 1959. C'est le manifeste des « mac-mahoniens » (du cinéma Le Mac Mahon) affirmant la primauté de la mise en scène sur le scénario.

## Contenu
Le texte est publié entièrement en italique, afin de marquer le caractère dissident du manifeste par rapport à l’orthodoxie de la revue. 
Il est précédé de quelques lignes d’introduction non signées, vraisemblablement rédigées par Éric Rohmer, alors l’un des deux rédacteurs en chef des Cahiers (avec Jacques Doniol-Valcroze) mais le seul à en diriger effectivement la rédaction : « Encore que la ligne de conduite des Cahiers soit moins rigoureuse qu’on a pu parfois le croire, ce texte ne la recoupe évidemment qu’en quelques points. Toute opinion extrême étant cependant respectable, nous tenons à soumettre celle-ci au lecteur, sans autres commentaires. » 
L'auteur du manifeste en a lui-même résumé le contenu dans son livre la Guerre des idées, au chapitre intitulé « Les principes du Mac-Mahon ». Il y dénombre cinq lignes directrices : 
1. historique (la situation de la critique dans les années 50-60),
2. tacticienne (pour imposer des idées nouvelles),
3. politique (le refus d'intégrer tout jugement politique dans l'appréciation d'une œuvre),
4. morale : puisque l'art existe "pour réconcilier l'homme avec le monde", la prise en compte, pour l'estimation d'une œuvre, des valeurs existentielles et morales qui s'y inscrivent ;
5. enfin et surtout esthétique : la prise de conscience du bouleversement radical apporté dans l'art par la saisie directe de la réalité grâce à la transparence de l'objectif photographique, qui fait ressentir comme artifice et tricherie les moyens indirects (conventions, métaphores, immobilisation, stylisation ou exagération expressionniste, images subjectives, etc.) utilisés par les arts traditionnels. Ce dernier point été réaffirmé par Mourlet en 2011[4].

## Historique
La singularité apparente du point de vue (fondé en fait sur un certain retour à un classicisme indifférent aux modes) et la cohérence de l’argumentation, soutenues par la force du style, imposèrent aussitôt ce texte à l’attention du monde du cinéma et des cinéphiles. Il devait susciter pour longtemps des controverses des adhésions et des rejets sans nuance, où l’esthétique et la politique prenaient alternativement l’avantage. Le théoricien du cinéma Jacques Aumont, en particulier dans son ouvrage le Cinéma et la Mise en scène, a notablement contribué par ses analyses pénétrantes et équilibrées à apaiser le débat et à installer la pensée de Mourlet dans le champ des sciences humaines. 
« Sur un art ignoré » dès l’origine a été considéré comme l’expression théorique du « tourbillon d’agit-prop du Mac-Mahon », selon les termes de Mourlet, mouvement baptisé par la presse « mac-mahonien » (d’abord « mac-mahoniste », par Philippe Bouvard) du nom de la salle de cinéma située avenue Mac-Mahon autour de laquelle il s’est constitué, comme le relate Marc Cérisuelo,  professeur d'études cinématographiques et d'esthétique, dans un ouvrage collectif consacré aux salles de cinéma. Se donnant pour mission de découvrir des  cinéastes et de faciliter la diffusion de leurs films, mais aussi de reconsidérer sans ménagement les valeurs et les œuvres jusqu’alors admises, le « mac-mahonisme » dès l’origine s’est nettement construit autour de deux pôles : un pôle pratique et activiste animé par Pierre Rissient et un pôle théorique et critique dont « Michel Mourlet rédige les Tables de la loi ».
Cette bipolarité du mouvement mac-mahonien s’est traduite dans les faits par une assez nette séparation, non entre ses membres (Mourlet et Rissient sont, semble-t-il, restés en bons termes jusqu’à la disparition du second en 2018) mais entre leurs chemins respectifs. Mourlet s’est consacré à une activité littéraire très diversifiée tandis que Rissient s’est investi entièrement dans les métiers du cinéma : assistanat à la mise en scène, distribution de films, relations presse, réalisation et production.
En 1965, ce qu’il était désormais convenu de nommer le « manifeste » de Mourlet fut repris par celui-ci dans un livre publié par les Éditions de la Table Ronde et portant le même titre. Outre le manifeste, Sur un art ignoré réunissait les articles publiés par l’auteur dans les Cahiers du cinéma ainsi qu’un certain nombre de textes issus de Présence du cinéma, revue dont il était devenu le rédacteur en chef après son départ des Cahiers ; textes issus également d’Études cinématographiques, Ambassades,  Arts, L’Écran d'André S. Labarthe, Défense de l’Occident, la NRF, et de la revue espagnole Documentos cinematograficos. Quelques inédits complétaient l’ensemble. Dans Une Vie en liberté, Michel Mourlet fait état d’un récit du compositeur Maurice Le Roux. Celui-ci, au moment de la parution de l’ouvrage, avait, raconte-t-il, aperçu à Cannes Robert Favre-Lebret, délégué général du festival, qui « ameutait la Croisette en trépignant de fureur, [son] livre à la main ! »
L’ouvrage reçut un accueil sans rapport avec la réception habituelle de la littérature cinématographique, plutôt confidentielle. Deux revues importantes cependant manquèrent à l’appel : les Cahiers du cinéma et Positif. Par la suite l'ouvrage a connu deux nouvelles éditions augmentées. La première en 1987, sous le titre la Mise en Scène comme langage, aux Éditions Henri Veyrier. Cet ouvrage reçut en 1988 le Prix Simone-Genevois du meilleur livre de cinéma, décerné sous la présidence de Claude Sautet par un jury  qui siégeait cette année-là pour la première fois. La troisième édition augmentée a été publiée en 2008 sous le titre Sur un art ignoré, la Mise en Scène comme langage, dans la collection de poche de Ramsay.

## Réception et influence
Le manifeste lui-même, et à travers lui, le mac-mahonisme en tant que théorie et groupe d’influence, a fait et continue de faire l’objet de travaux universitaires et d’études, ainsi que de traductions. En 2013, on relève une traduction en espagnol dans la revue en ligne Lumiere. La dernière en date, première traduction intégrale en anglais, a été publiée  par la revue Critical Inquiry de l’Université de Chicago en mars 2022. 
Dans le tableau synoptique figurant en annexe de son histoire des Cahiers du Cinéma, Antoine de Baecque a inscrit la publication de « Sur un art ignoré » dans la colonne des événements artistiques majeurs. On retient également cette déclaration du critique Serge Daney : « Le texte de Mourlet (Sur un art ignoré) m’a autant impressionné que, plus tard, le livre de Debord (la Société du spectacle) et, sans doute, à idéologies opposées, pour des raisons voisines. » En 2020, le premier numéro de la revue de cinéma Apaches, lieu d'expression de jeunes universitaires de Rennes, est consacré pour les deux tiers au mac-mahonisme et à un entretien avec Michel Mourlet sur Présence du Cinéma.,  
Une phrase du manifeste a fait l’objet de multiples débats : celle que Godard a citée en épigraphe de son film le Mépris, et qu’il a attribuée au critique et théoricien du cinéma André Bazin en la reproduisant de manière erronée. Phrase prononcée durant le générique : « Le cinéma substitue à notre regard un monde qui s’accorde à nos désirs. » La phrase exacte, qu’on lit au début du paragraphe intertitré « Prééminence de l’acteur », est la suivante : « …le cinéma est un regard qui se substitue au nôtre pour nous donner un monde accordé à nos désirs ». On peut lire à ce sujet, dans l’Ecran éblouissant, le commentaire de Marc Cerisuelo et, de Mourlet lui-même, le chapitre intitulé « L’affaire Godard-Bazin ».
« Tout est dans la mise en scène » est également une assertion qui a fait couler de l’encre. Elle a été, en tant qu’elle résume le manifeste tout entier, considérée par certains comme fondatrice d’une nouvelle pensée cinématographique où se sont reconnus des cinéastes tels que Claude Sautet, Gérard Blain, Bertrand Tavernier, Benoît Jacquot. Quant à « Charlton Heston est un axiome », phrase reprise comme titre d’un des chapitres de la grande série télévisée Cinéphiles de notre temps  de Laurent Chollet présentée par Eddy Mitchell, elle a été souvent commentée aux Etats-Unis, y compris par l’acteur en personne, qui s’est dit "flatté sans être sûr d’en comprendre tout à fait le sens".

## Audio et vidéographie "
Projection privée, émission de Michel Ciment, France Culture, 2 avril 2011 
[Anatomia da crítica] Sobre uma arte ignorada (Michel Mourlet), audio (portugais) 53 min, 2021 

## Travaux universitaires
Geneviève Puertas, "Qu'est-ce que le mac-mahonisme ?", 1983, mémoire consultable aux archives de l'Institut Michelet (U.E.R. cinéma et audiovisuel de Paris I)
Geneviève Puertas, "La Cinéphilie à Paris 1954-1966", 1984, Thèse de IIIe cycle, U.E.R. id.
Robin Hirsch, "La réception critique de Raoul Walsh en France", 2013, sous la dir. de Pierre-Olivier Toulza, Univ. Paris-Diderot.
Christophe Gauthier, "Le corps, la violence, la fascination : héroïsme viril et politique dans le mac-mahonisme", audio  81 min, séminaire histoire culturelle du cinéma, 10 mars 2017.
Justine Alleron, "Singularités de la revue Présence du cinéma au sein du contexte critique des années 1950 et 1960", 2018, master cinéma et audiovisuel sous la dir. de Laurent Le Forestier, U.F.R. Arts, Lettres, Communication, Univ. de Rennes 2.